# Angry Birds Match
Angry Birds Match (с англ. — «Злые птицы: Соединение», также называемая Angry Birds Match 3) — мобильная игра в жанре «три в ряд» из серии Angry Birds, в которой участвуют птенцы и персонажи из Angry Birds Blues, где игрок подбирает предметы для выполнения миссий от имени птенцов, включая сбор еды, возвращая украденные игрушки и побеждая свиней.

## История
Эта игра была выпущена в открытый доступ 11 ноября 2016 года в некоторых странах.
Девять месяцев спустя после мягкого запуска Angry Birds Match вышла во всём мире 31 августа 2017 года для продвижения недавно запущенного шоу Angry Birds Blues.

## Геймплей
Игра представляет собой разновидность игр «три в ряд», в основном Nibblers (или известные как Fruit Nibblers). Каждый уровень имеет сетку различной формы, заполненную различными объектами из фильма, а иногда и препятствиями (более известными как блокираторы). Основной ход игры состоит в том, чтобы поменять местами два объекта, чтобы выровнять наборы из трёх одинаковых объектов, после чего они исчезают, в результате чего объекты над ними схлопываются в оставшееся пространство, что часто приводит к цепным реакциям. Перемещения и выравнивания должны быть горизонтальными/вертикальными. Цели уровня должны быть выполнены до того, как у игрока закончатся ходы. Если вы сопоставите 4 или более предметов, вы получите трёх главных персонажей Angry Birds — Реда, Чака и Бомб — которые выполняют особую способность, чтобы помочь игроку пройти уровень.
Цели:
- Спасение уток: Спасите определённое количество уток.
- Уничтожить объекты: уничтожить определённое количество объектов.
- Победите свиней: Победите всех свиней.
- Запустить птиц: запустить определённое количество птиц.

## Элементы игры
- Игрушка: стандартный объект, который можно уничтожить, собрав три или более одинаковых игрушек; составление совпадений из более чем трёх создаёт одну из трёх основных Angry Birds. Выпускается в пяти вариантах: пляжный мяч, звезда, ведро, шляпа для вечеринок и спиннер[5].
- Еда: то же, что и игрушки, но появляется только на уровнях, где игроку предлагается собрать определённое количество еды, чтобы выиграть. Поставляется в трёх вариантах: пончик, торт и фруктовое мороженое.
- Утка: объект, который нужно спасти, переместив его либо в нижнюю часть игрового поля, либо на тайл воды. Появляется только на тех уровнях, задача следующая — спасти всех уток, чтобы победить.
- Утка в клетке: То же, что и утка, но застрявшая в клетке. Невозможно спастись, пока клетка не будет уничтожена, либо заложив рядом с ней спичку, либо запустив в неё птицу.
- Коробка для угощений: коробка в подарочной упаковке, которая действует как препятствие и содержит необычный кекс внутри, который можно забрать после открытия коробки с угощениями. Для открытия требуется два удара. Появляется только на уровнях, где для победы нужно открыть все коробки с угощениями.
- Тайл воды: тайл, заполненный водой; всегда появляется большими группами, которые иногда имеют течения, перемещающие объекты. Птицы, игрушки, еда, деревянные предметы и предметы из клея могут плавать в воде, но большинство плохих поросят тонут в ней[6].
- Грязная плитка: плитка, покрытая грязью, которую можно очистить, сделав на ней спички. На нем может быть до трёх слоёв грязи; каждая спичка очищает один слой. Появляется только на уровнях, где вам нужно убрать всю грязь на уровне, чтобы победить.
- Грязевой блок: действует как препятствие. Для уничтожения требуется один удар; можно уничтожить, сделав рядом с ним спички или запустив в него птицу. Открывает грязную плитку при уничтожении. Появляется только на уровнях, где игроку предстоит убрать всю грязь на уровне, чтобы победить.
- Стеклянный мрамор: действует как препятствие и подвержен влиянию гравитации. Для уничтожения требуется один удар; можно уничтожить, сделав рядом с ним спички или запустив в него птицу.
- Стеклянный блок: действует как препятствие. Для уничтожения требуется один удар; можно уничтожить, сделав рядом с ним спички или запустив в него птицу.
- Клеевой блок: действует как препятствие. Для уничтожения требуется один удар; можно уничтожить, только запустив в него птицу.
- Приклеенная игрушка/еда: игрушка или еда, застрявшие внутри клеевого блока. Для уничтожения требуется один удар; можно уничтожить, завязав с ним спичку или запустив в него птицу[7].
- Деревянный блок: действует как препятствие. Для уничтожения требуется два удара; можно уничтожить, сделав рядом с ним спички или запустив в него птиц.
- Железный деревянный блок: то же, что и деревянный блок, но с металлическим каркасом вокруг него.
- Каменный блок: действует как препятствие. Для уничтожения требуется три удара; можно уничтожить, сделав рядом с ним спички или запустив в него птиц.
- TNT Block: взрывается и разрушает/повреждает все вокруг при срабатывании.
- Гриб: Действует как препятствие и распространяется на новую клетку после того, как вы сделаете ход, если только вы не уничтожите Гриб, собрав рядом с ним спичку или запустив в него птицу.
- Металлический блок: действует как препятствие. Запуск в него птицы не уничтожит его[8].